# Jordi Cuixart
Pour les articles homonymes, voir Cuixart et Navarro (homonymie).
Jordi Cuixart i Navarro, né le 22 avril 1975 à Santa Perpètua de Mogoda (Catalogne, Espagne), est un industriel et un militant souverainiste catalan. Il a été président d'Òmnium Cultural entre décembre 2015 et février 2022.

## Biographie

### Activité professionnelle
Jordi Cuixart i Navarro est né en 1975 à Santa Perpètua de Mogoda, dans le Vallès Occidental, en Catalogne. Il est le fondateur et dirigeant d'Aranow, une entreprise qui produit des machines d'emballage à Barcelone.

### Militant associatif
Il est engagé dans le mouvement associatif catalaniste. En 1996, il adhère à l'association Òmnium Cultural, qui promeut la langue et la culture catalanes. Il en devient ensuite le trésorier. En 2004, il participe à la création de FemCAT (ca), une association patronale souverainiste.
En juin 2015, il devient vice-président d'Òmnium Cultural. Il participe à la campagne politique « Ara és l'hora » qui vise à donner aux élections législatives du 27 septembre 2015 un caractère plébiscitaire en faveur de l'indépendance de la Catalogne.

### Président d'Òmnium Cultural

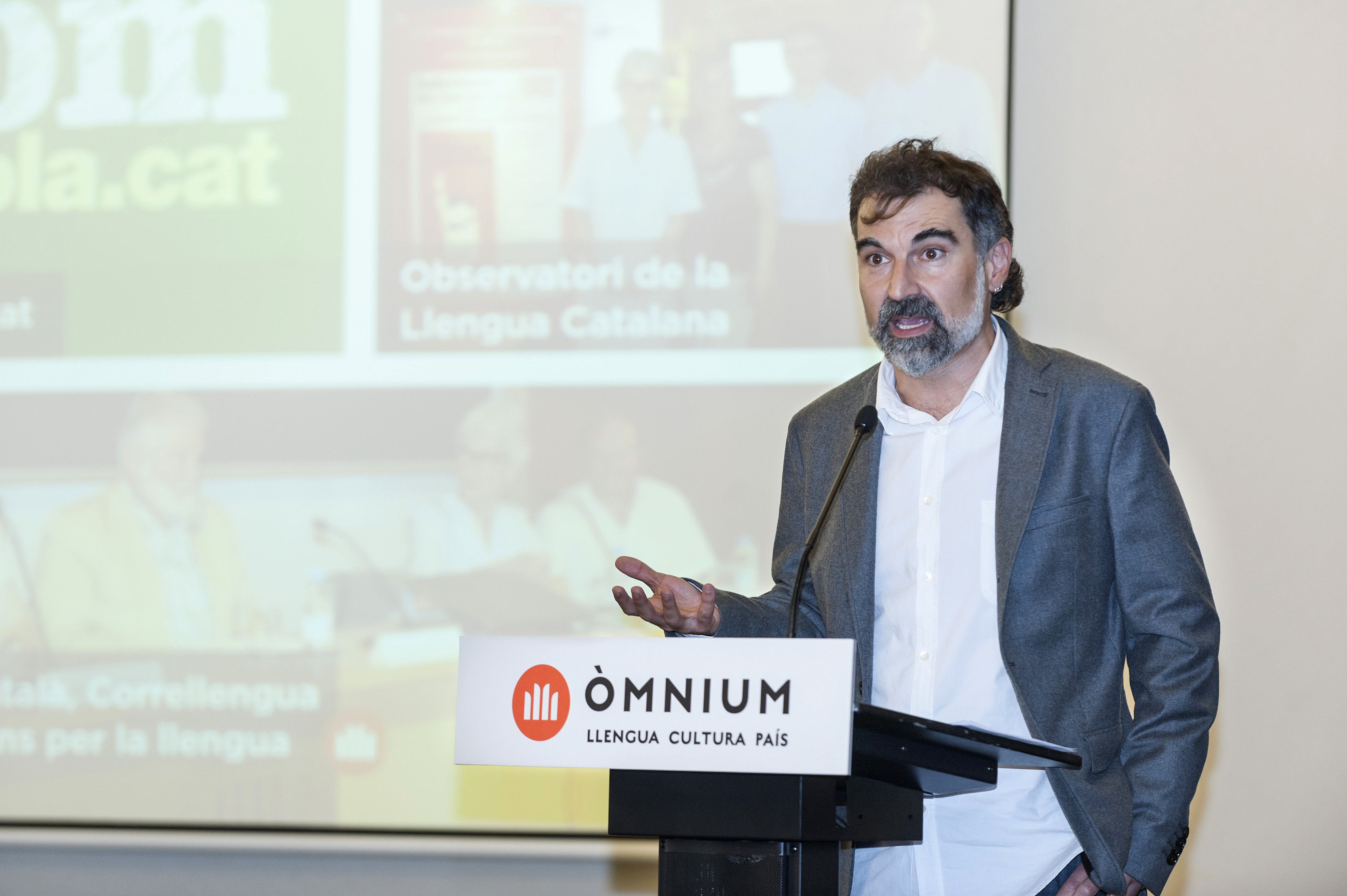
Jordi Cuixart lors de l'assemblée générale d'Òmnium Cultural de décembre 2015.

Jordi Cuixart est élu président d'Òmnium Cultural le 19 décembre 2015. Sa candidature est consensuelle et reçoit le soutien de ses prédécesseurs Jordi Porta (ca), Muriel Casals et Quim Torra.
À la tête d'Òmnium, il incarne un catalanisme plus social et indépendantiste. Il est apprécié par les mouvements de gauche comme par les indépendantistes, et son action participe à établir des liens entre les deux revendications. Il participe à la manifestation de la Diada du 11 septembre 2016, où son discours combatif est remarqué.
Sous sa direction, Òmnium organise une campagne intitulée Lluites compartides (« luttes partagées ») qui rend hommage aux militants des luttes sociales catalanes depuis les années 1950, qui ont contribué à créer "un pays meilleur et plus juste". Pour Òmnium, il s'agit d'étendre son champ de réflexion au-delà du catalanisme culturel et politique en s'intéressant aux luttes sociales pour rendre hommage à leur action, et mettre en évidence les consensus sociaux sur lesquels reposent la nation catalane. La campagne est lancée le 22 octobre 2016 dans les jardins de Can Ferrero, dans le quartier de la Marina de Port (ca) à Barcelone, un espace vert obtenu grâce à la mobilisation des habitants dans les années 1970. Elle prend la forme de réunions, de discussions et de conférences organisées de novembre 2016 à avril 2017 sur des sujets variés, comme la résistance au franquisme, les mouvements pacifistes, la défense de la langue catalane, les luttes syndicales et les mouvements écologistes,.
Òmnium s'associe également à l'initiative Lliures de Pobresa, Exclusió i Desigualtats (« libres de la pauvreté, de l'exclusion et des inégalités »), une campagne de mobilisation de la société civile contre les effets persistants de la crise économique, organisée avec la fédération Entitats Catalanes d'Acció Social (ca) et la coopérative Coop57 (ca). Ses organisateurs critiquent l'inaction des pouvoirs publics, et en particulier l'État espagnol qui paralyse les politiques sociales de la Généralité en contestant systématiquement les lois contre la pauvreté devant le Tribunal constitutionnel. Ils appellent les citoyens à contribuer financièrement à un fonds de solidarité contre la pauvreté.

### Emprisonnement et Libération
Le 4 octobre 2017, Jordi Cuixart est mis en examen par la juge de l'Audience nationale Carmen Lamela pour délit de sédition par rapport aux événements du 20 septembre durant l'opération Anubis. Le 16 octobre, il est mis en détention préventive avec Jordi Sànchez par la même juge. La décision, qui n'est pas encore définitive depuis qu'un appel peut être interjeté, a été fortement critiquée et divers médias ont publié des preuves pouvant contredire des parties du texte de la décision judiciaire. Le même président de la Généralité de Catalogne, parmi d'autres personnalités et associations, considère que Cuixart et Jordi Sànchez sont des prisonniers politiques,. Amnesty International a demandé sa libération immédiate.
Le 4 juillet 2018, Oriol Junqueras, Raül Romeva, Jordi Sànchez et Jordi Cuixart sont transférés au centre pénitentiaire Lledoners situé dans la commune de Sant Joan de Vilatorrada à 3 km de Manresa.
Le 2 novembre 2018, le Parquet fait savoir qu'il requerra dix-sept ans d'emprisonnement pour délit de rébellion tandis que le Bureau de l'Avocat général de l'État annonce qu'il requerra huit ans de réclusion pour délit de sédition.
Depuis la prison, il a écrit le livre Ho tornarem a fer (« nous le referons ») sur la non-violence comme instrument de défense des droits de l'homme. Dans le livre "Tres dies a la presó: Un diàleg sense murs" (Trois jours en prison : un dialogue sans murs), Cuixart aborde en profondeur son incarcération avec la journaliste Gemma Nierga. Au cours de son incarcération, son deuxième fils biologique est né[réf. souhaitée]. Il est également père de deux autres garçons d'une relation antérieure[réf. nécessaire].
Le 29 mai 2019, le Groupe de travail des Nations unies  sur la détention arbitraire a exhorté l'Espagne à libérer Cuixart, Sànchez et Junqueras et à enquêter sur leur détention "arbitraire" et la violation de leurs droits, ainsi qu'à les indemniser pour le temps passé en prison.
Front Line Defenders l'a par ailleurs reconnu comme défenseur des droits humains. Son cas a été dénoncé lors de la réunion du Conseil de l'Europe et de la plate-forme de Dublin, la plus importante réunion de défenseurs des droits de l'homme au monde.
Le 14 octobre 2019, il est condamné par le Tribunal suprême à 9 ans de prison pour sédition, assortis de 9 ans d'inéligibilité. Le Tribunal Constitutionnel Espagnol confirme la sentence mais sans unanimité, les juges Antonio Xiol et María Luisa Balaguer ont émis un vote particulier et rendu publics le 8 juin leurs arguments, considérant que la sentence constitue une intimidation ayant un effet "dévastateur" sur le droit de réunion et d'expression,. Le lendemain son avocat Benet Salellas dépose un appel devant la Cour européenne de Strasbourg.
En juin 2021, Cuixart a été libéré avec huit autres dirigeants sociaux et politiques emprisonnés dans le cadre du référendum sur l'indépendance de la Catalogne à la suite d'une grâce du gouvernement espagnol. Avant cela, en mai 2021, la Cour suprême lui avait demandé une position sur la grâce pour préparer le rapport sur les grâces pour le gouvernement espagnol. Il a répondu qu'il n'avait demandé aucune mesure de grâce car il considère les peines "disproportionnées" et que sa priorité "n'est pas de sortir de prison mais une résolution du conflit politique pour lequel il est emprisonné" (no es salir de la cárcel sino la resolución del conflicto político por el que cumple condena).
Dans un rapport de mai 2019, le Groupe de travail des Nations unies sur la détention arbitraire a jugé que sa détention préventive était arbitraire et a demandé à l'État de le libérer et de le dédommager.
En janvier 2021, 50 défenseurs des droits de l'homme tels que Yoko Ono, Irvin Welsh ou Dilma Roussef,ainsi que des lauréats du prix Nobel tels que Shirin Ebadi, Adolfo Pérez Esquivel, Jody Williams, Mairead Corrigan ou Elfriede Jelinek ont signé le manifeste "Dialogue pour la Catalogne",  qui appelle au dialogue entre la Catalogne et l'État et à la cessation de la répression pour progresser dans la résolution politique du conflit.
En mars 2021, un rapport de la rapporteure générale des droits de l'homme du Conseil de l'Europe a déclaré que l'incarcération de Jordi Cuixart était un cas de "représailles et d'intimidation" contre les défenseurs des droits de l'homme en Europe.